# Maerua andradae
Espèce
Statut de conservation UICN

 LC  : Préoccupation mineure
Maerua andradae est une espèce de plantes du genre Maerua de la famille des Capparaceae.